# شرکت هیکاری نو کونی
شرکت هیکاری نو کونی (به ژاپنی: ひかりのくに) (به معنی سرزمین نور) یکی از انتشارات ژاپنی است که دفتر اصلی آن در اوساکا قرار دارد. این انتشارات در سال ۱۹۴۶ تأسیس شده‌است. تا بحال بیشتر کتاب‌هایی در مورد مراقبت از کودکان و کتاب مصور برای کودکان منتشر کرده‌است.  